# Trzciniec (Siedlce)
Trzciniec (dawniej Trzeciniec) – część wsi Siedlce w Polsce, położona w województwie łódzkim, w powiecie łaskim, w gminie Sędziejowice.
W latach 1933–1954 Trzeciniec stonowił odrębną gromadę Trzeciniec w gminie Sędziejowice, składającą się z kolonii Stare Dworzysko i kolonii Trzeciniec. W 1954 roku włączony do gromady Siedlce.
W latach 1975–1998 miejscowość należała administracyjnie do województwa sieradzkiego.